# Saint-Rigomer-des-Bois
Saint-Rigomer-des-Bois är en kommun i departementet Sarthe i regionen Pays de la Loire i nordvästra Frankrike. Kommunen ligger i kantonen La Fresnaye-sur-Chédouet som tillhör arrondissementet Mamers. År 2018 hade Saint-Rigomer-des-Bois 452 invånare.

## Befolkningsutveckling
Antalet invånare i kommunen Saint-Rigomer-des-Bois
| Referens: INSEE |